# Luigi Fantini
Carlo Giacinto Luigi Maria Fantini (Chieri, 3 novembre 1803 – Fossano, 27 agosto 1852) è stato un vescovo cattolico italiano e senatore del Regno di Sardegna.

## Biografia
Dottore in sacra teologia e parroco a Torino, venne designato vescovo d'Ivrea nel 1838 dal re Carlo Alberto e di Pinerolo nel 1848 con una lettera del conte Sclopis, ministro per gli affari ecclesiastici. Avendo rifiutano le due nomine precedenti, il 3 agosto 1849 accettò quella per la diocesi di Fossano venendo consacrato a Roma il 21 ottobre.
Lo stesso anno, il 18 dicembre fu nominato senatore del Regno di Sardegna. Ebbe un ruolo importante nelle vicende delle politica piemontese nei confronti della Chiesa in Piemonte e fu uno dei protagonisti del "congresso di Villanovetta" in cui sei vescovi della provincia ecclesiastica di Torino dal 25 al 29 luglio 1849 cercarono di progettare un'azione comune nei confronti dei problemi della nuova situazione politica e religiosa. Pur essendo di tendenze liberali non andò mai contro la Santa Sede e appoggiò con convinzione l'operato del Fransoni, arcivescovo di Torino.
Morì il 27 agosto 1852 a 48 anni. «Era stato di vita esemplare, dotto, affabile, d'animo incline alla beneficenza e perciò la morte di lui fu sinceramente rimpianta».

## Genealogia episcopale
La genealogia episcopale è:
- Cardinale Scipione Rebiba
- Cardinale Giulio Antonio Santori
- Cardinale Girolamo Bernerio, O.P.
- Arcivescovo Galeazzo Sanvitale
- Cardinale Ludovico Ludovisi
- Cardinale Luigi Caetani
- Cardinale Ulderico Carpegna
- Cardinale Paluzzo Paluzzi Altieri degli Albertoni
- Papa Benedetto XIII
- Papa Benedetto XIV
- Papa Clemente XIII
- Cardinale Marcantonio Colonna
- Cardinale Giacinto Sigismondo Gerdil, B.
- Cardinale Giulio Maria della Somaglia
- Cardinale Carlo Odescalchi, S.I.
- Cardinale Costantino Patrizi Naro
- Vescovo Carlo Giacinto Luigi Maria Fantini